# James McCoubrey
Pour les articles homonymes, voir McCoubrey.
James McCoubrey (né le 13 septembre 1901, mort le 5 juillet 2013) est un supercentenaire américain qui fut déclaré par erreur doyen masculin de l'humanité durant 25 jours à partir du 11 juin 2013, date de la mort de Jirōemon Kimura, jusqu'à son décès.
En réalité, le doyen masculin de l'humanité depuis le 11 juin 2013 est Salustiano Sanchez né le 8 juillet 1901.